# Beatus ille
«Beatus ille» es una expresión latina que se traduce como ‘feliz aquel (que...)’, y con ella se hace referencia a la alabanza de la vida sencilla y desprendida del campo frente a la vida de la ciudad. La temática del beatus ille es una de las cuatro aspiraciones del hombre del Renacimiento, que son: el beatus ille, el carpe diem («disfruta el momento»), el locus amoenus («lugar idílico», idealización de la realidad) y el tempus fugit («tiempo que corre») y la consciencia de ello.

## Renacimiento español
Durante el humanismo se presta una gran atención a las ciencias, el arte y la literatura. Renace un sentimiento de optimismo después de la destrucción y la muerte que se prodigaron durante las últimas décadas de la Edad Media. Esta destrucción incluyó muchas muertes a consecuencia de las plagas que asolaron casi toda Europa, pero también la incultura del pueblo y la implantación de una sociedad feudal que separó a la gente medieval en tres niveles (la nobleza, el clero, y el pueblo). Durante el Renacimiento surgió la burguesía (una clase media), la mayoría de los efectos de las plagas habían pasado y los libros y la educación se popularizaron a partir de la invención de la imprenta. Durante la Edad Media, la iglesia, el clero y el teocentrismo —la idea que todo se puede explicar por Dios, desempeñaron un papel central y dominante sobre la sociedad civil. El clero, como depositario de una cultura clásica, se encargaba de enseñar al pueblo tanto en el ámbito de lo divino como de lo humano. El Renacimiento se caracteriza principalmente por el antropocentrismo— en vez de Dios como el centro del mundo, pasa a ser el hombre el que ocupa ese lugar. Y la gente más educada del Renacimiento no necesitaba contar con el clero y la iglesia tanto como en la Edad Media.

## Beatus ille
Según algunos críticos, es probable que Horacio no escribiese sino una crítica contra los ricos que se retiran solamente en teoría al campo, despegándose de la riqueza terrenal, lo que queda patente en los cuatro últimos versos del poema. Por los peligros de las ciudades durante la Edad Media, la vida sencilla del campo parecía mucha más atractiva en el Renacimiento. Y el nuevo optimismo que vino después de la tristeza y la muerte de la Edad Media era una inspiración para muchos autores del Renacimiento. Escribieron mucho de una vida muy idealizada y celebrada del campo con mucho énfasis en la naturaleza perfecta y tranquila. También autores del Renacimiento combinaron elementos de la mitología con los de la realidad del campo. Se utilizan mitos de los dioses grecolatinos en la poesía del tema del beatus ille. Pero, sobre todo, el beatus ille de las obras renacentistas describe la armonía del campo apartado del caos de la ciudad y de la Edad Media.

## Ejemplos
El tema del beatus ille se puede ver en todos los tipos de escritura del Renacimiento español. La poesía del Renacimiento es muy expresiva y el tema del beatus ille es más marcado en la poesía que en otras obras. Se ve el tema en las obras de Fray Luis de León. El poema «A la vida retirada» compara dos tipos de vida y demuestra la actitud general de los temas renacentistas.